# عین سوف

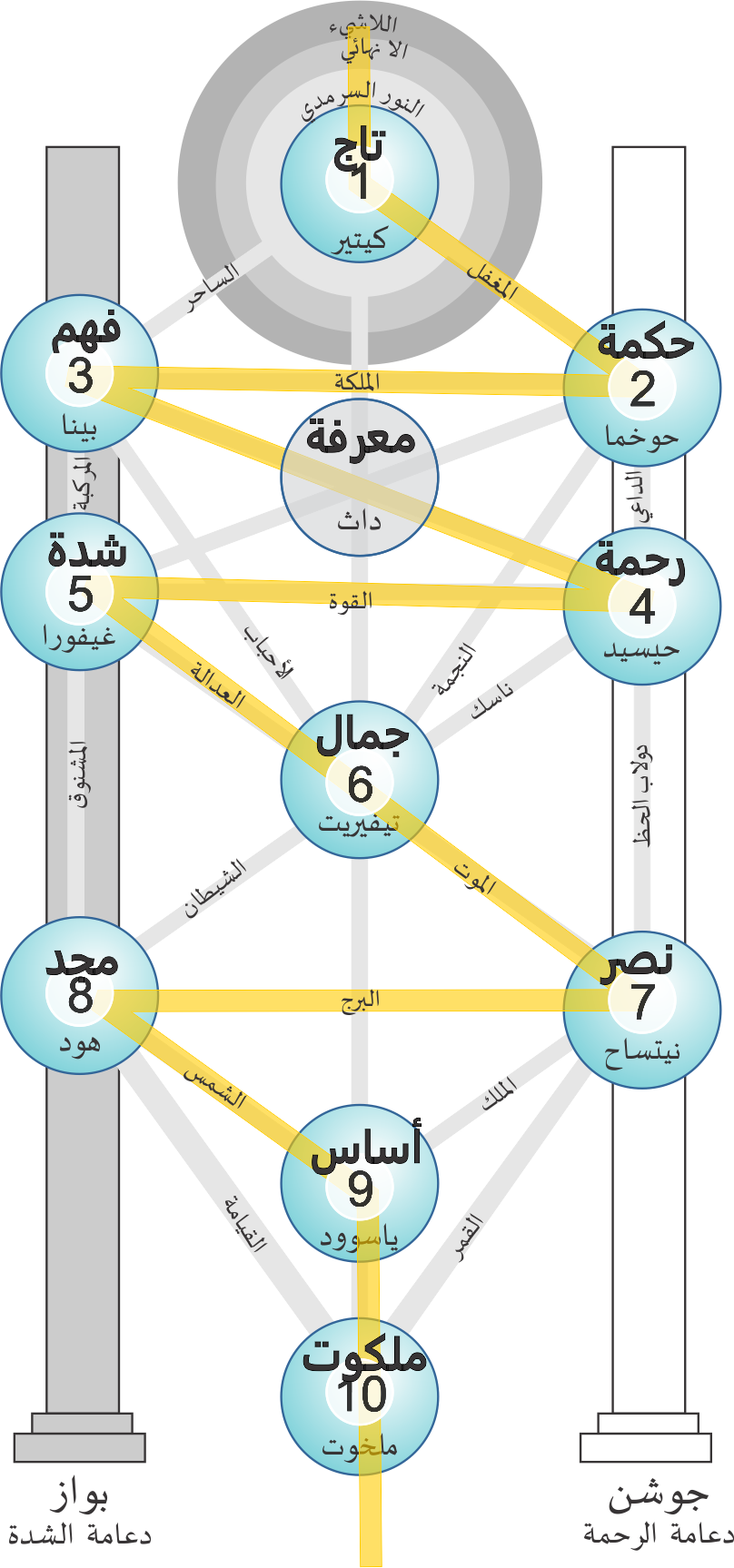
درخت زندگی با معادل عربی هر سفیروت.

اِین سوف یا اِن سوف (به عبری: אין סוף) در عرفان کابالا به ذات خدا پیش از هرگونه تجلی گفته می‌شود و احتمالاً از اصطلاح «آن که پایانی ندارد» سلیمان بن جبیرول (حدود ۱۰۲۱ - حدود ۱۰۷۰) گرفته شده است. واژه اِین سوف از دو قسمت اِین (هیچ) و سوف (نهایت) تشکیل شده و می‌تواند به صورت بی نهایت یا نامتناهی ترجمه شود. این اصطلاح اولین بار توسط عزریل بن مناحیم (حدود ۱۱۶۰ - حدود ۱۲۳۸) استفاده شد، که به پیروی از نوافلاطونیان اعتقاد داشت که خدا نمی تواند هیچ میل، اندیشه، گفتار یا عملی داشته باشد، و در نتیجه قصد داشت با این اصطلاح بر نفی هر صفتی برای خدا تأکید کند. از اِین سوف، هیچ چیز (اِین) قابل درک نیست (سوف – محدودیت و حدّ منطقی). اِین سوف سپس منشأ «اور اِین سوف» یا نور بی نهایت می‌شود که به معنای خودآگاهی الهی است. در قبّالای اسحاق لوریا، اولین عمل آفرینش، صیمصوم یا خودانقباضیِ خدا برای ایجاد فضای خالی مورد نیاز برای خلقت، پس از این مرحله صورت می‌گیرد. در یهودیت حسیدی، صیمصوم تنها توهم پنهان شدن اور اِین سوف است، باوری که منتهی به همه‌درخدایی توحیدی می‌شود. در نتیجه، حسیدیسم بر ذات الهی یا عَصموت متمرکز است، که در سلسله مراتب الوهیت جایگاهی بالاتر از اِین سوف دارد، چرا که اِین سوف محدود به قید نامحدود بودن است. ذات الهی یا عَصموت در جوهر (عِصِم) تورات و روح منعکس می شود.

## معنی
زوهر اصطلاح اِین سوف را چنین توضیح می‌دهد:
قبل از اینکه به جهان شکلی ببخشد، قبل از اینکه صورتی بسازد، تنها بود، بی شکل و بی شباهت به هیچ چیز دیگر. پس چه کسی می‌تواند بفهمد که او قبل از خلقت چگونه بوده است؟ از این رو، نسبت دادن هرگونه شکل یا شبیه به او، یا حتی نامیدن او به نام مقدسش، یا اشاره کردن به او با یک حرف یا یک نقطه، حرام است... اما پس از آنکه او صورت انسان آسمانی (آدام قدمون) را آفرید، همچون ارابه‌ای بر او نزول کرد، و اراده فرمود که به صورت او نامیده شود که همان نام مقدس «یهوه» است.
به عبارت دیگر «اِین سوف» به معنای «هستی بی نام» است. در فرازی دیگر، زوهر این اصطلاح را به «اِین» (هیچ) تقلیل می‌دهد، زیرا خداوند چنان از فهم بشری فراتر است که عملاً وجود ندارد. علاوه بر کتاب یِصیرا و زوهر، دیگر متفکران عرفانی یهودی در قرون وسطی، همچون اسحاق نابینا و عزریل، تبیین های دیگری از رابطه اِین سوف با سایر واقعیت ها و سطوح واقعیت ارائه داده اند. یهودا خیّاط در تفسیر خود بر مَعَرِخِت الوهوت، اصطلاح «اِین سوف» را بدین صورت توضیح می‌دهد:
هیچ کدام از اسامی خداوند که در کتاب مقدس یافت می شود را نمی توان بر ذات الوهیت پیش از تجلی‌اش در آفرینش اطلاق کرد، زیرا حروف آن نام‌ها تنها پس از تجلی الهی ایجاد شده‌اند... به علاوه، نام دلالت بر محدودیتی در صاحب نام دارد، و این در مورد اِین سوف غیرممکن است.

## سفیروت
به گفته گرشوم شولم اِین سوف منشأ ده سفیروت است. سفیروت تجلیات نیروهای الهی هستند که در درخت زندگی در عرفان قبّالا یافت می شوند. از اِین سوف، سفیروت به رحم کیهانی «اَین» (هیچ) سرازیر می شود، به گونه ای که منجر به ایجاد جهان مخلوقات می شود. سه حرف تشکیل دهنده کلمه «اَین» (אין)، نشان دهنده سه سفیروت اول است که صرفاً معقول و مقدم بر هر احساس یا عملی هستند. مراتب نزول را می توان به صورت زیر توصیف کرد:
۰۰۰. اَین (هیچ)
۰۰. اِین سوف (نامتناهی)
۰. اور اِین سوف (نور نامتناهی)
-. صیمصوم (خودانقباضی)
۱. کِتِر (تاج)
۲. حُخما (حکمت)
۳. بینا (فهم)
۴. حِسِد (عشق)
۵. گِوُرا (قدرت)
۶. تیفِرِت (زیبایی)
۷. نِصَح (پیروزی)
۸. هود (شکوه)
۹. یِسود (اساس)
۱۰. مَلخوت (قلمرو)
پیش از ده سفیروت، مرحله ای از خودانقباضی به نام صیمصوم وجود داشت که جای خالی برای آفرینش مخلوقات باز شد تا بتوانند خود را به عنوان موجوداتی جدا از خالقشان درک کنند. سفیروت در مجموعه‌هایی سه‌تایی تقسیم‌بندی می‌شوند که حالت‌های متعالی‌تر هستی (یا «نیستی»، زمانی که «دیگری» هنوز وجود ندارد) و سطوح پایین‌تر و دنیوی‌تر هستی را منعکس می‌کنند:
- اَین، اِین سوف، اور اِین سوف
- کِتِر، حُخماه، بینا
- حِسِد، گِوُراه، تیفِرِت
- هود، یِسود، مَلخوت

عارفان قبّالا که نگران بودند سوءتفسیر گفتارهای ایشان به اعتقاد مشرکانه به کثرت در خدا منجر شود، غالباً تأکید می کنند که سِفیراها در اِین سوف متحدند و بدون اِین سوف، سفیراها وجود نخواهند داشت. با این حال، در اینجا تناقضی آشکار وجود دارد، زیرا در قبّالا، سفیراها گاه خودشان خدا خوانده می‌شوند، به رغم این گفته که آنها فقط ظرف تجلی خدا هستند. موسی بن یعقوب کوردوورو، که برای نخستین بار در قرن شانزدهم عرفان قبّالا را به صورتی نظام‌مند ارائه کرد، این تناقض را حل کرد و توضیح داد که سفیروت شامل نوری است که در ظرف‌ها جاری است. هر چند ظرف‌ها واسطه‌هایی متمایز برای خلقت هستند، اما نور درون آن‌ها نور نامتمایز اِین سوف است. همچون آبی که در ظروفی با اشکال متفاوت ریخته شود و شکل ظروف را به خود بگیرد، یا همچون نور خورشید که از طریق شیشه‌های رنگارنگ بتابد و در رنگ‌های مختلف ظاهر شود. با وجود تغییر ظاهری، آب و نور از یک منبع واحد ساطع می‌شوند و در ذات خود تغییر نمی‌کنند. ظروف صرفاً در خدمت تصفیه کردن و پوشاندن نور هستند تا جنبه‌های مختلف خالق را آشکار کنند و به آفریده‌ها اجازه دهند از نور او بهره‌مند شوند. این توضیح در آثار بعدی کابالا و فلسفه حسیدی پذیرفته شد و گسترش یافت.

## در عبری مدرن
در زبان عبری مدرن، که در اسرائیل امروزی صحبت می شود، اِین سوف (اغلب به صورت سرهم «اِینسوف» - אינסוף) معمولاً بدون اشاره به خدا و مفاهیم پیچیده قبّالایی فوق، صرفاً به معنای «بی نهایت» استفاده می شود.